# Liste der Baudenkmäler in Kissing
Auf dieser Seite sind die Baudenkmäler in der schwäbischen Gemeinde Kissing zusammengestellt. Diese Tabelle ist eine Teilliste der Liste der Baudenkmäler in Bayern. Grundlage ist die Bayerische Denkmalliste, die auf Basis des Bayerischen Denkmalschutzgesetzes vom 1. Oktober 1973 erstmals erstellt wurde und seither durch das Bayerische Landesamt für Denkmalpflege geführt wird. Die folgenden Angaben ersetzen nicht die rechtsverbindliche Auskunft der Denkmalschutzbehörde.

## Baudenkmäler nach Ortsteilen

### Kissing
| Lage                                | Objekt                                             | Beschreibung | Akten-Nr.              | Bild                           |
| ----------------------------------- | -------------------------------------------------- | --- | ---------------------- | ------------------------------ |
| Bahnhofstraße 37 (Standort)         | Katholische Kapelle zu den sieben Zufluchten       | sogenannte Badangerkapelle, pilastergegliederter Bau, 1706 errichtet, in der 2. Hälfte des 19. Jahrhunderts erweitert; mit Ausstattung. | D-7-71-142-1 Wikidata  | weitere Bilder                 |
| Beim Burgstallweg (Standort)        | Kriegerdenkmal                                     | Stele mit Kreuzigungsgruppe, 1922. | D-7-71-142-11 Wikidata | weitere Bilder                 |
| Beim Burgstallweg (Standort)        | Kreuzweg                                           | Relieftafeln auf Säulen, Gusseisen, 1885. | D-7-71-142-12 Wikidata | weitere Bilder                 |
| Hauptstraße 1, 2, 2 a (Standort)    | Mühle                                              | großer, zweigeschossiger Giebelbau mit Satteldach und Putzbändern, im Kern 2. Hälfte 18. Jahrhundert, erneuert; Villa, zweigeschossiger Walmdachbau mit Zwerchanbauten und loggienartiger Eingangshalle, 1913. | D-7-71-142-2 Wikidata  | weitere Bilder                 |
| Hauptstraße 20 (Standort)           | Ehemaliges Ilsungsches Schloss                     | später Jesuitenkolleg, dreigeschossiger hoher Satteldachbau mit Giebel- und Traufgesims, wohl von Hans Georg Mozart, 1713/14. | D-7-71-142-3 Wikidata  | Ehemaliges Ilsungsches Schloss |
| Hauptstraße 35 (Standort)           | Ehemaliges Gasthaus                                | zweigeschossiger Giebelbau mit leicht vorkragendem Satteldach, Holztür in neoklassizistischen Formen und barockisierendem Ausleger, um 1800, Putzgliederung 1908. | D-7-71-142-4           | weitere Bilder                 |
| Hörmannsberger Straße 11 (Standort) | Katholische Kapelle zur Schmerzhaften Muttergottes | sogenannte Burgstallkapelle, Zentralbau über kreuzförmigem Grundriss, vermutlich nach Plänen von Giovanni Antonio Viscardi durch Benedikt Holler erbaut, 1681–85, Umgestaltungen im 18. Jahrhundert; mit Ausstattung; Gruftkapelle unter Treppenanlage, 1680/81, erneuert 1796/97; auf dem Gelände des frühmittelalterlichen Burgstalls.               | D-7-71-142-5 Wikidata  | weitere Bilder                 |
| Kirchberg 1 (Standort)              | Katholische Pfarrkirche St. Stephan                | Ehemalige Wehrkirche, Saalbau mit Stichkappentonne, nördlicher Satteldachturm mit Treppengiebel, im Kern um 1200, in der 1. Hälfte des 15. Jahrhunderts wiederhergestellt, Umgestaltung 1723; mit Ausstattung (siehe auch: Kanzel); Leichenhaus mit Halbwalmdach, 1825 errichtet, 1908 umgebaut; Ölberggruppe, spätes 18. Jahrhundert; Friedhofsmauer. | D-7-71-142-6 Wikidata  | weitere Bilder                 |
| Kirchberg 2 (Standort)              | Ehemaliges Pfarrhaus                               | zweigeschossiger Giebelbau mit Satteldach und Traufgesims, 1663; Vorgartenumzäunung, schmiedeeisern, 19. Jahrhundert | D-7-71-142-7 Wikidata  | weitere Bilder                 |
| Petersberg 1 (Standort)             | Katholische Kapelle St. Peter                      | ursprünglich gotischer Chor einer größeren Kirche, Saalbau mit Stichkappentonne, Dachreiter mit Zwiebelhaube, 1660/61 barockisiert; mit Ausstattung | D-7-71-142-8           | Katholische Kapelle St. Peter  |

### Mergenthau
| Lage                    | Objekt        | Beschreibung | Akten-Nr.              | Bild           |
| ----------------------- | ------------- | --- | ---------------------- | -------------- |
| Mergenthau 1 (Standort) | Schlossanlage | Schlossanlage, um Innenhof gruppiert; Schloss, dreigeschossiger Walmdachbau mit Schleppgauben und geschwungenem Zwerchgiebel, mit Kapelle im Erdgeschoss, profilierte Gesimse, barocke Holztür, von Johann Georg Mozart, 1713/14; Ökonomiegebäude, dreiflügelige Anlage, 1722 errichtet, 1792 und 1832 erneuert. | D-7-71-142-10 Wikidata | weitere Bilder |